# Scoglio d'Affrica
Scoglio d'Affrica of Formica di Montecristo (scoglio is Italiaans voor rots, formica betekent mier) is een klein Italiaans rotseiland in de Tyrreense Zee, behorend tot de Toscaanse Archipel. De zeerots ligt ten noordwesten van Montecristo, ten zuiden van Pianosa en ten oosten van Corsica. Administratief gezien behoort het eilandje net als Montecristo tot de gemeente Portoferraio op Elba.
Op de top van het eiland is een vuurtoren geplaatst.